# Algemene verkiezingen in Botswana (2009)

De 57 kiesdistricten van Botswana.

De Algemene verkiezingen in Botswana van 2009 vonden op 16 oktober plaats. Regeringspartij Botswana Democratic Party (BDP) bleef de grootste partij met 45 (+1) zetels. Oppositiepartij Botswana National Front (BNF) werd gehalveerd. Van het zetelverlies van het BNF wisten de Botswana Congress Party (BCP) en de Botswana Alliance Movement (BAM) te profiteren, die respectievelijk 4 (+3) en 1 (+1) zetels verwierven. De opkomst was 76,5%.

## Nationale Vergadering
Het aantal kiesgerechtigden bedroeg 725.817, waarvan 555.308 (76,5%) hun stem uitbrachten. Naast de 57 verkozenen, werden nog 6 indirect gekozenen aan het parlement toegevoegd. Het aantal vrouwen bedroeg vier, waarvan twee indirect gekozenen.
| Partij                          | Partij                            | Zetels  | %      |
| ------------------------------- | --------------------------------- | ------- | ------ |
|                                 | Botswana Democratic Party         | 45 (+1) | 52,26  |
|                                 | Botswana National Front           | 6 (−6)  | 21,94  |
|                                 | Botswana Congress Party           | 4 (+3)  | 19,15  |
|                                 | Botswana Alliance Movement        | 1 (+1)  | 2,27   |
|                                 | Botswana People's Party           | 0       | 1,39   |
|                                 | MELS Movement Botswana            | 0       | 0,05   |
|                                 | Botswana Tlhoko Tiro Organisation | 0       | 0,01   |
| Partijloos                      | Partijloos                        | 1 (+1)  | 1,29   |
| Totaal                          | Totaal                            | 57      | 100,00 |
| Geregistreerde kiezers/ opkomst | Geregistreerde kiezers/ opkomst   | 725.817 | 76,50  |
| Bron: AED                       |                                   |         |        |

## Regionale- en gemeenteraadsverkiezingen
Bij de verkiezingen voor regionale volksvertegenwoordigingen en gemeenteraden die op dezelfde dag werden gehouden als de parlementsverkiezingen, bleef de BDP de grootste.

### Uitslag
| Partij     | Partij                     | Zetels |
| ---------- | -------------------------- | ------ |
|            | Botswana Democratic Party  | 333    |
|            | Botswana National Front    | 71     |
|            | Botswana Congress Party    | 69     |
|            | Botswana Alliance Movement | 6      |
|            | Botswana People's Party    | 3      |
| Partijloos | Partijloos                 | 8      |
| Totaal     | Totaal                     | 490    |
| Bron: AED  |                            |        |

## Presidentsverkiezingen

### Presidentskandidaten
Op 12 september stelden de volgende personen zich kandidaat voor het presidentschap: 
- Gilson Shalesando (BCP en BAM)
- Otsweletse Moupo (BNF)
- Dick Bayford (NDP)
- Luit.-gen. Seretse Khama Ian Khama (BDP)[4]

### Uitslag
Ian Khama die in 1998 Festus Mogae was opgevolgd als staatshoofd, werd op 28 oktober door de nieuwe Nationale Vergadering als president herkozen voor de duur van vijf jaar en ingezworen.

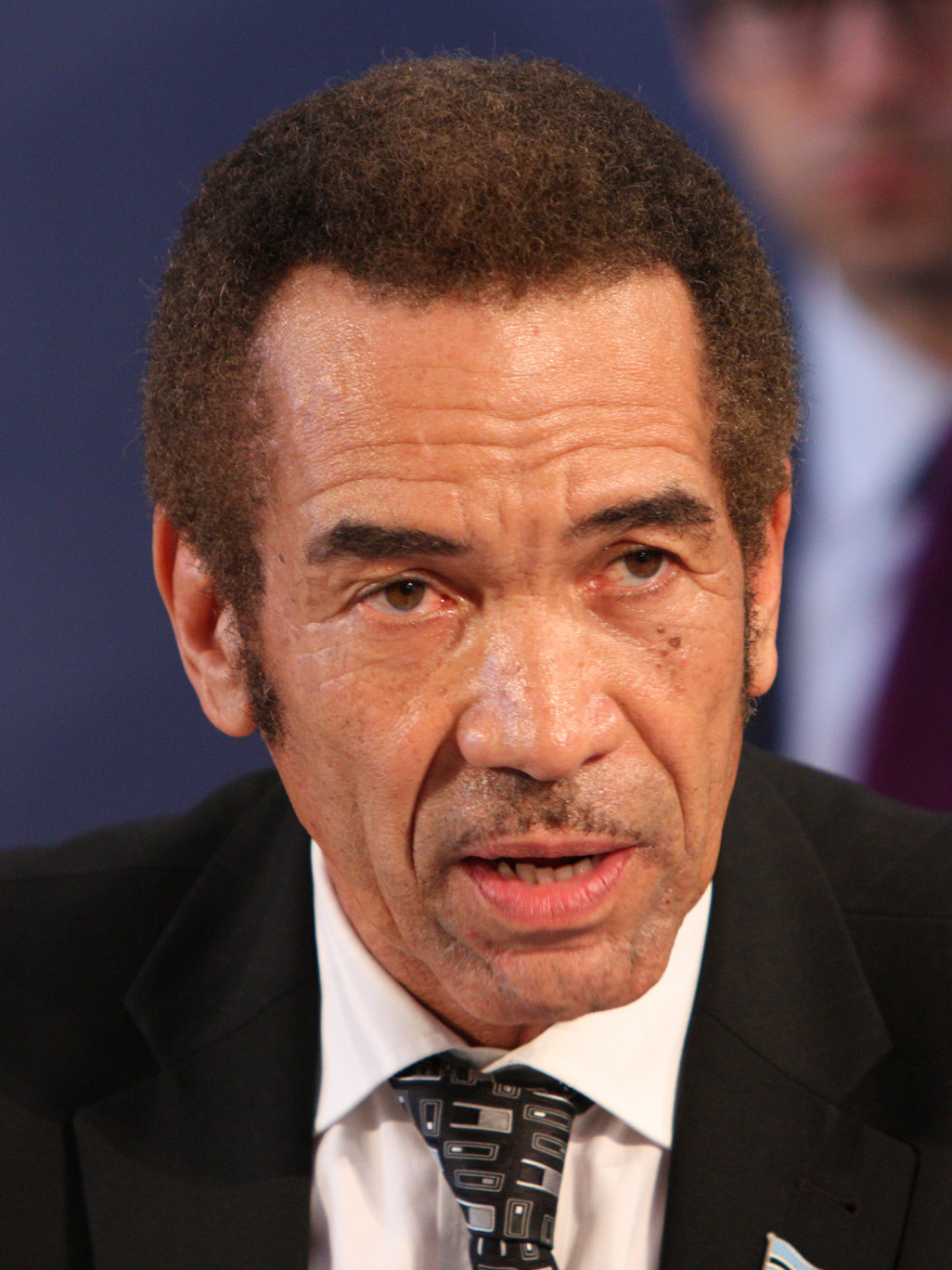
Ian Khama, zoon van de eerste president van Botswana, Sir Seretse Kham, werd op 28 oktober door de Nationale Vergadering tot president van de republiek gekozen.

Algemene en regionale verkiezingen: 1965 · 1969 · 1974 · 1979 · 1984 · 1989 · 1994 · 1999 · 2004 · 2009 · 2014 · 2019 ·  2024

Referenda: 1987 · 1997 · 2001
]